# Поллак, Кеннет
Кеннет Майкл Поллак (англ. Kenneth Michael Pollack; род. 13 января 1966) — американский политолог, эксперт по вопросам национальной безопасности и ближневосточной политике.
Окончил Йельский университет (бакалавр, 1988).
Степень PhD Массачусетского технологического института (1996).
В 1988—1995 годах работал в ЦРУ военным аналитиком. В 1995—1996 годах работал в Совете национальной безопасности США. В 1999—2001 годах директор по делам Персидского залива в Совете национальной безопасности США. Преподавал в Университете национальной обороны (США).
В настоящее время директор Сабанского Центра по ближневосточной политике Брукингского института (en:Saban Center for Middle East Policy).
Женат на Андреа Коппель (en:Andrea Koppel).

## Книги
- «Грозящая буря: доводы в поддержку вторжения в Ирак»
- «Персидская загадка: конфликт между Ираном и Америкой»
- Pollack, Kenneth M. Arabs at War: Military Effectiveness, 1948—1991, 2002, University of Nebraska Press. ISBN 0-8032-3733-2.